# Жекс (округ)
Округ Жекс (фр. Arrondissement de Gex) — округ у Франції, в департаменті Ен. 2023 року округ об'єднував 27 муніципалітетів, населення становило 100 314 особи.
Адміністративний центр (супрефектура) — Жекс.

## Муніципалітети
Список муніципалітетів округу та їхні коди INSEE:
1. Везансі (01436)
2. Версонне (01435)
3. Грії (01180)
4. Дівонн-ле-Бен (01143)
5. Ешневе (01153)
6. Жекс (01173)
7. Коллонж (01109)
8. Крозе (01135)
9. Леа (01209)
10. Леле (01210)
11. Міжу (01247)
12. Орне (01281)
13. Перон (01288)
14. Превессен-Моен (01313)
15. Пуньї (01308)
16. Сен-Жан-де-Гонвіль (01360)
17. Сен-Жені-Пуї (01354)
18. Сеньї (01399)
19. Сержі (01401)
20. Сессі (01071)
21. Соверні (01397)
22. Туарі (01419)
23. Фарж (01158)
24. Ферне-Вольтер (01160)
25. Шалле (01078)
26. Шеврі (01103)
27. Шезері-Форан (01104)